# Полигональная нарезка

Гладкоствольное оружие
Нарезное оружие
Полигональная нарезка

Полигональная (многоугольная) нарезка — один из видов нарезки в канале ствола огнестрельного оружия.

## История

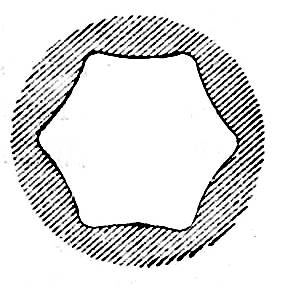
Шестигранный ствол винтовки Уитворта

Огнестрельное оружие с многогранным стволом известно со средних веков, но изготавливалось в единичных экземплярах главным образом для состязаний по стрельбе. В Генуэзской оружейной коллекции хранится древняя пищаль с четырёхгранным (квадратным) стволом. В Вулвичском арсенале хранится аркебуза с семигранным стволом, нарезанным нюрнбергским оружейником Августусом Коттером в 1520 году.

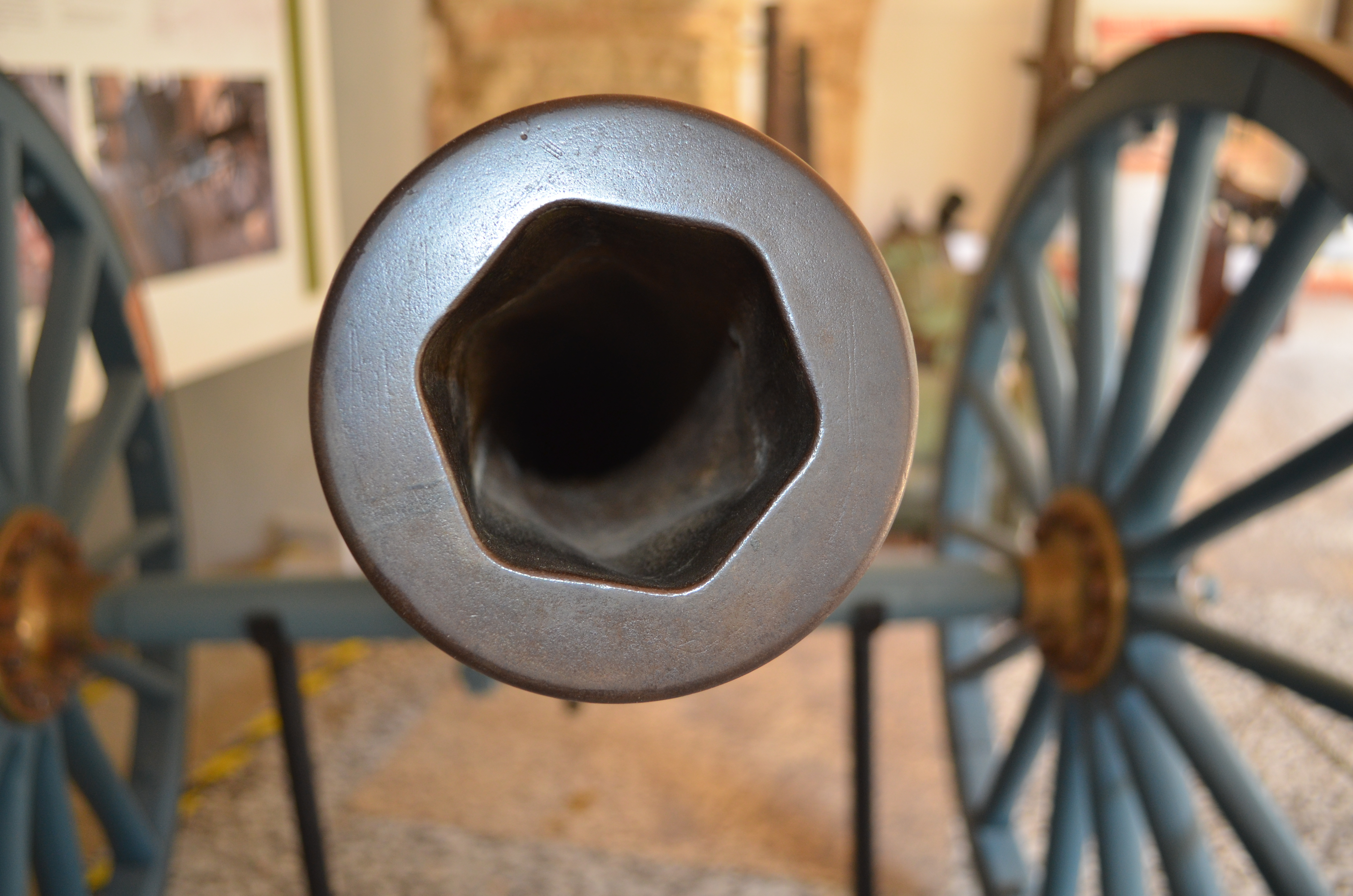
Нарезка ствола пушки Уитворта

Как промышленный способ формовки канала ствола стрелкового оружия полигональная нарезка возникает одновременно с началом массового внедрения нарезных мушкетов (впоследствии известных как винтовки) на вооружение британской армии. Изначально, в варианте, предложенном в середине XIX века англичанином Джозефом Уитвортом, полигональная нарезка действительно выглядела в сечении как правильный многоугольник. В варианте Уитворта нарезка была гексагональной, то есть в поперечном сечении представляла собой шестиугольник. Канал ствола, таким образом, представлял собой скрученную призму. Пули (и, в случае артиллерии, снаряды) к такому стволу тоже предлагалось делать в форме скрученной призмы. Из-за дороговизны в производстве такая нарезка распространения не получила. На Ближнем Востоке задолго до Уитворта имели определённое распространение винтовки с треугольным сечением канала ствола (в том числе казачьи «тройцы»), которые стреляли треугольными пулями и по сути являлись оружием с полигональной нарезкой ствола.
В настоящее время понимание полигональной нарезки более широко, под ней понимают любой ствол, не имеющий в своём канале чётко выделенных полей и нарезов, вместо чего переходы между ними сглажены, так, что в сечении канал ствола напоминает многоугольник со скруглёнными углами (см. нижнюю иллюстрацию). Пули для такого ствола используются обычные, округлые, а при выстреле они деформируются согласно форме его канала. Производство таких стволов сегодня ведётся достаточно быстрым и дешёвым способом ротационной ковки, что делает его экономически целесообразным.

## Сфера применения

Обычная и полигональная нарезка.

Считается, что полигональная нарезка обеспечивает лучшую обтюрацию пороховых газов, большую начальную скорость пули (из-за меньшего сопротивления её движению), более точное направление полета пули, меньшее загрязнение ствола.
Полигональная нарезка применяется в спортивном оружии, широко распространена среди продукции немецкой компании Heckler & Koch. Наибольшее распространение получили стволы с шестиугольной (гексагональной) нарезкой. В моделях пистолетов «Глок» для американского рынка под патрон .45 ACP до 2017 года преобладали варианты с восьмиугольной (октагональной) нарезкой.

## Примеры
Образцы стрелкового оружия с полигональной нарезкой:
Пистолеты и револьверы
- CZ 82
- Desert Eagle
- Glock 21
- Glock 30
- Jericho-941
- HK45
- HK P7
- HK P9
- HK P30
- HK USP
- Kahr PM
- Steyr GB
- Tanfoglio
- Walther PDP
- Walther PPQ
- Walther PPS
- WIST-94
- ОЦ-01 «Кобальт»

Автоматы, винтовки и пулемёты
- Винтовка Уитворта
- FX-05 Xiuhcoatl
- HK21
- HK G3
- HK G11
- HK G41
- HK PSG1
- HK SL6
- HK SL7
- HK SR9
- HK XM8
- Lee-Metford
- LM308MWS
- MG3
- MG 42
- Peabody-Martini
- Застава М21
- ВПО-147